# Francesc Viñas i Renom
Francesc Viñas i Renom (Badalona, ca. 1833 - 11 de març de 1925) fou un polític liberal català. Alcalde de Badalona entre 1887-1890 i el 1898, en el marc del torn pacífic entre partits a la Restauració Borbònica.
Fou nomenat alcalde de Badalona a la mort del seu nebot Francesc d'A. Guixeras. Durant el seu mandat va rebre i acompanyar a la reina regent Maria Cristina d'Habsburg-Lorena durant la visita que va efectuar a Badalona, el 2 de juny de 1888, en companyia del president del Consell de Ministres, Práxedes Mateo Sagasta. S'hostatjaren a la torre d'Evarist Arnús amb el seu fill, el rei Alfons XIII, que aleshores només tenia dos anys. Aquesta visita afavorí la concessió de l'ús del títol d'excel·lència per a l'Ajuntament de Badalona i al seu alcalde per Reial Decret el 4 de desembre de 1888. Durant el mandat es va inaugurar el Mercat Maignon (1889), el primer edifici d'aquest tipus, que havia de satisfer les necessitats dels ciutadans en una localitat en plena expansió demogràfica.
El 27 de gener de 1898 va ser elegit alcalde de nou, substituint a Joan Torres i Viza, el qual havia estat nomenat després de la dimissió de Joaquim Palay i Jaurés el mes de gener. Fou substituït al cap d'uns mesos pel també liberal Pere Renom i Riera.
El seu germà, Pere Viñas, fou industrial i mercès de la seva influència afavorí els liberals a Badalona mentre Francesc era alcalde.